# Sahih Bukhari

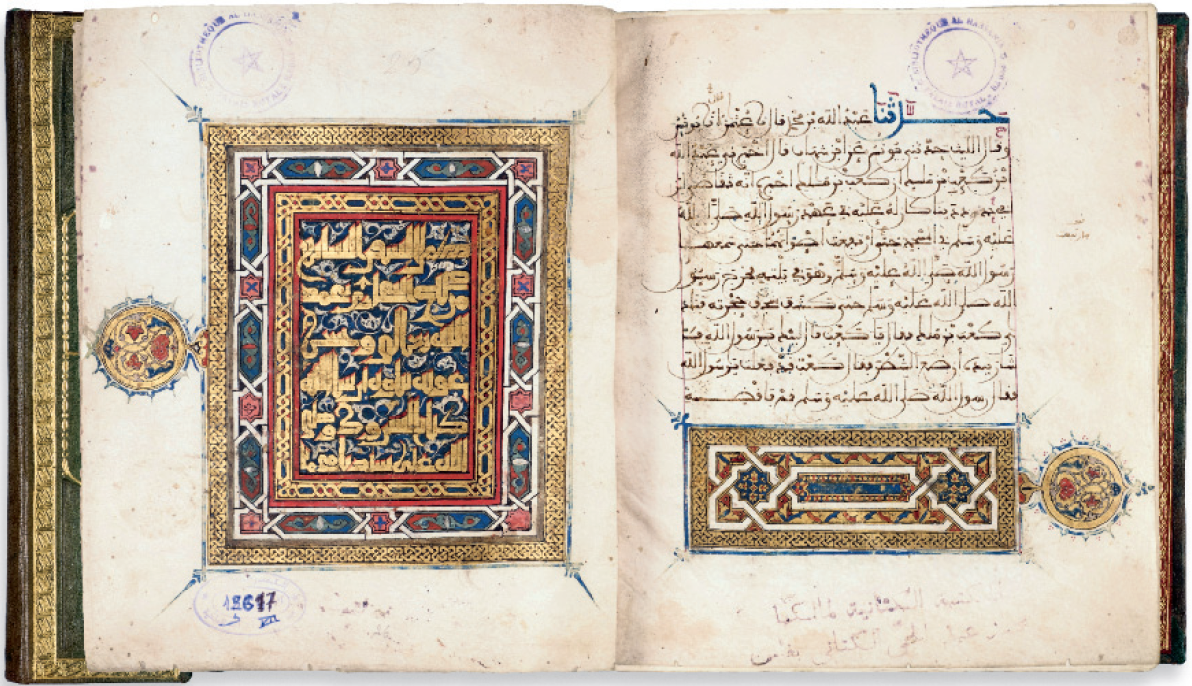
Marokkaanse handschrift van Sahih Bukhari, 14e eeuw

Sahih Bukhari (Arabisch: صحيح البخاري) is een Hadith-verzameling die is samengesteld door Mohammad ibn Ismail al-Bukhari. Volgens het soennisme is het de meeste toonaangevende van de zes canonieke verzamelingen en het op een na belangrijkste boek van de islam naast de Koran. De verzameling is samengesteld in 846 n.Chr. en bestaat uit 7275 Hadith inclusief herhalingen.